# ジナイダ・アモソワ
ジナイダ・アモソワ（Zinaida Stepanovna Amosova、ロシア語: Зинаида Степановна Амосова、1950年1月12日 - ）はソビエト連邦カザフ・ソビエト社会主義共和国ジャンブール州Krupskaya出身の元クロスカントリースキー選手。1970年代から1980年代にかけて活躍した。

## プロフィール
ノボシビルスクのソ連軍スポーツチームに所属し、1976年のインスブルックオリンピック代表として5km、10kmとも6位入賞、リレーではニナ・フョードロワ、ライサ・スメタニナ、ガリナ・クラコワとともに金メダルを獲得した。
1978年ノルディックスキー世界選手権では10km、20kmで金メダル、リレーでも銅メダルと3個のメダルを獲得した。
1978-1979シーズンのクロスカントリースキー・ワールドカップテスト大会で総合3位となった。ソビエト連邦選手権では通算3個のタイトルを獲得。現役引退後はコーチを務めた。